# Shelby, Mississippi
Shelby là một thành phố thuộc quận Bolivar, tiểu bang Mississippi, Hoa Kỳ. Năm 2010, dân số của thành phố này là 2 229 người.

## Dân số
- Dân số năm 2000: 2 926 người.
- Dân số năm 2010: 2 229 người.